# Ulle Hed
Ulle Gustav Hed, född 23 september 1942 i Visby, är en svensk före detta friidrottare (höjdhopp & kortdistans) som tävlade för klubbarna IF Gute och (från säsongen 1963) SoIK Hellas.
Ulle Hed var från början höjdhoppare med ett personbästa på 1,80 m, men bytte till kortdistans efter att gjort ett inhopp med gott resultat 1960 vid ett tävling då stafettlaget var en man kort. Han blev fyrfaldig distriktsmästare med IF Gute.
Parallellt med sitt idrottande utbildade sig Hed till veterinär vid Veterinärhögskolan, vilket han sedan kom att jobba med.